# Рокурония бромид
Рокурония бромид — недеполяризующий миорелаксант средней продолжительности действия. По структуре — моночетвертичный стероидный аналог векурония. В клинической практике начал применяться с 1994 года. С 2012 года включён в перечень ЖНВЛП вместо векурония бромида.

## Фармакокинетика
Рокуроний не подвергается метаболизму и выводится в неизменённом виде печенью и в меньшей степени (30%) — почками. При почечной недостаточности длительность действия препарата не изменяется.

## Дозировка
Доза для интубации — 0,45—0,6 мг/кг. Поддерживающая доза — струйно 0,15 мг/кг или инфузионно 5—12 мкг/кг в мин. Рокуроний по мощности слабее других стероидных миорелаксантов, но его скорость наступления эффекта самая быстрая (60—90 секунд при дозе 0,6 мг/кг), уступая только сукцинилхолину. Продолжительность действия — 20—40 минут. В пожилом возрасте длительность действия препарата увеличивается.

## Побочные эффекты
Рокуроний не вызывает высвобождение гистамина и не оказывает значительного влияния на сердечно-сосудистую систему.